# Troki (stacja kolejowa)
Troki (lit. Trakai, ros. Тракай) – stacja kolejowa w miejscowości Troki, w okręgu wileńskim, w rejonie trockim, na Litwie. Jest stacją krańcową.